# Беляев, Павел Степанович
Павел Степанович Беляев (23 декабря 1903 [6 января 1904] — 10 октября 1970) — советский государственный деятель, председатель Челябинского городского исполнительного комитета в 1944—1946 годах.

## Биография
Начал трудиться в возрасте 12 лет: работал курьером, сторожем, чернорабочим на строительстве Мурманской железной дороги. В 1917—1919 годах являлся секретарём Глазковского волисполкома.
В 1919 году добровольцем ушёл на фронт. После демобилизации учился на рабфаке в Саратове, был на комсомольской работе.
По окончании в 1929 году Ленинградского политехнического института стал заместителем директора Ленинградского завода «Знамя труда», позже стал заместителем директора Московского завода имени В. И. Ленина.
С 1934 по 1941 годы работал управляющим трестом местной промышленности Москворецкого района Москвы.
В 1941 году по решению ЦК КПСС был назначен директором Калининского чугунолитейного завода.
В июле 1942 года назначен уполномоченным управления цехом кооперации по Челябинской области.
6 декабря 1943 году утверждён в должности и. о. заместителя председателя Челябинского горисполкома по местной промышленности. В августе 1944 назначен председателем Челябинского горисполкома. В ноябре 1946 года откомандирован в распоряжение ЦК КПСС. Работал в Госплане УССР в Киеве.
Награждён орденом Красной Звезды «за обеспечение поставок Красной Армии военного обоза и медико-санитарного имущества».